# Gobelje
Gobelje (cyr. Гобеље) – wieś w Bośni i Hercegowinie, w Republice Serbskiej, w gminie Vlasenica. W 2013 roku liczyła 145 mieszkańców.